# Parigi-Corrèze 2007
La Parigi-Corrèze 2007, settima edizione della corsa, si svolse dall'8 al 9 agosto 2007 su un percorso di 342 km ripartiti in 2 tappe, con partenza da Saint-Amand-Montrond e arrivo a Chaumeil. Fu vinta dal norvegese Edvald Boasson Hagen della Maxbo Bianchi davanti all'italiano Oscar Gatto e al croato Radoslav Rogina.

## Tappe
| Tappa  | Data     | Percorso                                       | km    | Vincitore di tappa   | Leader cl. generale  |
| ------ | -------- | ---------------------------------------------- | ----- | -------------------- | -------------------- |
| 1ª     | 8 agosto | Saint-Amand-Montrond > Saint-Léonard-de-Noblat | 182,6 | Edvald Boasson Hagen | Edvald Boasson Hagen |
| 2ª     | 9 agosto | Vigeois > Chaumeil                             | 159,4 | Edvald Boasson Hagen | Edvald Boasson Hagen |
| Totale | Totale   | Totale                                         | 342   |                      |                      |

## Dettagli delle tappe

### 1ª tappa
- 8 agosto: Saint-Amand-Montrond > Saint-Léonard-de-Noblat – 182,6 km

| Pos. | Corridore            | Squadra        | Tempo    |
| ---- | -------------------- | -------------- | -------- |
| 1    | Edvald Boasson Hagen | Maxbo Bianchi  | 4h28'35" |
| 2    | Oscar Gatto          | Gerolsteiner   | a 12"    |
| 3    | Radoslav Rogina      | Perutnina Ptuj | a 14"    |

| Pos. | Corridore            | Squadra        | Tempo    |
| ---- | -------------------- | -------------- | -------- |
| 1    | Edvald Boasson Hagen | Maxbo Bianchi  | 4h28'35" |
| 2    | Oscar Gatto          | Gerolsteiner   | a 12"    |
| 3    | Radoslav Rogina      | Perutnina Ptuj | a 14"    |

### 2ª tappa
- 9 agosto: Vigeois > Chaumeil – 159,4 km

| Pos. | Corridore            | Squadra                 | Tempo    |
| ---- | -------------------- | ----------------------- | -------- |
| 1    | Edvald Boasson Hagen | Maxbo Bianchi           | 4h10'20" |
| 2    | Steven Tronet        | Roubaix Lille Metropole | s.t.     |
| 3    | Chris Sutton         | Cofidis                 | s.t.     |

| Pos. | Corridore            | Squadra        | Tempo    |
| ---- | -------------------- | -------------- | -------- |
| 1    | Edvald Boasson Hagen | Maxbo Bianchi  | 8h38'55" |
| 2    | Oscar Gatto          | Gerolsteiner   | a 12"    |
| 3    | Radoslav Rogina      | Perutnina Ptuj | a 14"    |

## Classifiche finali

### Classifica generale
| Pos. | Corridore            | Squadra                                        | Tempo    |
| ---- | -------------------- | ---------------------------------------------- | -------- |
| 1    | Edvald Boasson Hagen | Team Maxbo Bianchi                             | 8h38'55" |
| 2    | Oscar Gatto          | Gerolsteiner                                   | a 12"    |
| 3    | Radoslav Rogina      | Perutnina Ptuj                                 | a 14"    |
| 4    | Gabriel Rasch        | Team Maxbo Bianchi                             | a 20"    |
| 5    | Lars Petter Nordhaug | Team Maxbo Bianchi                             | s.t.     |
| 6    | Andy Cappelle        | Landbouwkrediet-Tonissteiner                   | s.t.     |
| 7    | Janek Tombak         | Jartazi Promo Fashion Continental Cycling Team | a 2'00"  |
| 8    | Arnaud Gérard        | FDJ                                            | s.t.     |
| 9    | Laurent Brochard     | Bouygues Télécom                               | a 2'07"  |
| 10   | Frédéric Gabriel     | Landbouwkrediet-Tonissteiner                   | a 2'17"  |